# Стас «Ай, Как Просто!»
Стас «Ай, Как Просто!» (настоящее имя — Станисла́в Алекса́ндрович Васи́льев; род. 24 октября 1989, Красногорск, Московская область) — российский видеоблогер и политический обозреватель, пропагандист, телеведущий, радиоведущий, бывший ютубер, бывший солист группы «The Вепри».
Получил известность в середине 2010-х годов как техноблогер, выпуская на YouTube-канале «Ай, Как Просто!» обзоры техники. Впоследствии он стал всё больше внимания уделять политической тематике. В декабре 2022 года все каналы Васильева на YouTube были заблокированы за нарушение правил платформы о недопустимости дискриминационных высказываний. С 12 марта по 13 ноября 2023 года — ведущий телеканала «Соловьёв Live».
Стас также являлся солистом группы The Вепри с 2019 по 2022 год. Всего у них вышло три альбома «Вечный поперечный», «Студийные герои», «Мемы и депрессия» и десять синглов. The Вепри делали как собственные песни, так и каверы на известные и малоизвестные композиции.

## Биография

### Ранняя жизнь
Стас Васильев родился 24 октября 1989 года в Красногорске. После окончания школы работал продавцом электроники на Митинском радиорынке.

### Карьера
11 марта 2013 года начал свою деятельность на YouTube, заведя канал под названием «Ай, Как Просто!». Оно подразумевает, что зрителям будет проще выбрать ту или иную технику. Васильев снимал обзоры на различное оборудование, такое как смартфоны, ноутбуки и планшеты.
В начале своей карьеры Васильев выделялся нишевым и специализированным контентом, который становился доступным для массового зрителя благодаря использованию простого языка с элементами экспрессивной и нецензурной лексики. Его подход создавал у зрителей впечатление о дружелюбии. Васильеву принадлежали ещё четыре канала на YouTube: «iKakProsto2», «Max Power», «Стас» и «Стас Сатори». В описании основного YouTube-канала «Ай, Как Просто!» говорилось, что блогер «любит технику и гаджеты» и «старается честно и подробно рассказывать об устройстве».
14 октября 2015 года зарегистрировал канал на стриминговом сервисе Twitch. 22 августа 2020 года канал Васильева на Twitch был заблокирован в третий раз, а 27 февраля 2022 года был разблокирован.

## Политическая активность
В 2020 году Стас Васильев назвал Россию «фашистским государством», основываясь на фильмах, снятых при поддержке государства.
В 2021 году он изменил направление своего контента, выражая поддержку российским властям. Блогер высмеивал отравление оппозиционного политика Алексея Навального, а также заявлял о своей социалистической установке и приглашал на свои эфиры левых оппозиционеров. В декабре 2021 года Васильев ушёл из техноблога. В феврале 2022 года он решил сменить основную тематику и начать заниматься обзорами политики.
По данным на февраль 2022 года, основной канал блогера YouTube насчитывал 1,16 млн подписчиков. C началом вторжения России на Украину практически каждое видео Васильева выпускалось на политическую тематику, в которых он повторял основные нарративы российских властей.
13 июля 2022 года Стас приехал в подконтрольную России Донецкую Народную Республику для съёмок своего документального фильма о военных действиях на Украине. 15 июля приехал в подконтрольную России Луганскую Народную Республику.
7 октября 2022 года на YouTube-канале блогера вышел фильм «Донбасский дневник. Как я побывал на войне». Фильм за считанные дни набрал несколько миллионов просмотров и произвёл резонанс в Интернете. В ролике были найдены фактические ошибки, среди прочего, Васильев прикрепил фотографию 8-летней Насти Муравьёвой, погибшей в Тюмени в 2021 году, сказав, что она является одной из жертв обстрела со стороны Украины. Позднее автор признал свою ошибку и удалил из фильма данную сцену.
Стас Васильев выражает свой патриотизм в контексте российских событий и критиковал президента России Владимира Путина за то, что он «недостаточно жёсткий». Однако после взятия Вооружёнными силами Украины городов Купянск, Изюм и Балаклея Васильев отменил выпуск ролика, выразив «разочарование» российской армией.

### Блокировка YouTube-каналов
21—22 декабря 2022 года все каналы Стаса Васильева были заблокированы, включая основной, на котором было почти 1,5 млн подписчиков. Их блокировке предшествовали три предупреждения о недопустимости дискриминационных высказываний, вынесенные за ролики об Украине, в том числе за документальный фильм «Донбасский дневник». Васильев пытался продвинуть новые каналы на российских платформах, но в конечном итоге отказался от этой идеи и жёстко высказался в адрес российских платформ. В феврале 2023 года Стас Васильев заявил о завершении своей карьеры и назвал российские видеосервисы, такие как Rutube, ВКонтакте и Дзен, «говном».
На фоне блокировки каналов на YouTube Станислав Васильев завёл Telegram-канал с советами для подписчиков о том, как правильно оформлять доносы на противников российского нападения на Украину. По данным газеты «Собеседник», блогер добился блокировки канала оппозиционера Дмитрия Иванова, известного под псевдонимом «Камикадзе Ди», а его подписчики участвовали в травле депортированного в Молдову тиктокера Некоглая, блогера Александра Штефанова за критический документальный фильм о жизни в Мариуполе, певца Loqiemean. По собственным словам Васильева, подписчики отправляют жалобы на ролики деятелей культуры для блокировки контента.
В январе 2023 года блогер был внесён в базу данных украинского сайта «Миротворец» за поездку на Донбасс и антиукраинскую позицию.

### Работа на «Соловьёв Live»
В марте 2023 года российский телеведущий Владимир Соловьёв пригласил Васильева в программу «Соловьёв Live». Тот присоединился к программе, где обзавёлся собственным сегментом «Стас Live», выходящим по понедельникам и средам. Таким образом, «Стас Ай, Как Просто!» переквалифицировался из обозревателя техники в политического блогера, перейдя работать в «Соловьёв Live». При этом ранее Стас Васильев критиковал Соловьёва, называя его «ужасным человеком и пропагандистом». В эфирах «Соловьёв LIVE» Васильев продолжил заниматься прокремлёвским контентом, обсуждая политические события и атакуя антивоенно настроенных публичных лиц.
Ряд СМИ отметил в блогере провластную позицию. Так, некоторые СМИ назвали Васильева «Соловьёвым для молодёжи» за отстаивание прокремлёвской политики, поскольку он редко критикует власть, но если это и делает, то только с «либеральной стороны политического мира». Несмотря на ранее выраженные критические взгляды на российскую власть, Васильев поддерживает действующую власть и оправдывает военные действия.
В апреле 2023 года дал интервью телеведущей Ксении Собчак, которое было опубликовано в июне. Васильев объяснил Собчак свои взгляды на российско-украинский конфликт, репрессии в СССР, либералов и рассказал о работе на государственную пропаганду. Некоторые фрагменты из интервью Васильева разошлись на мемы из-за противоречий в аргументах и в целом противоречивости взглядов на политику в отношении обеих сторон конфликта.
14 июля 2023 года на канале «Соловьёв Live» состоялись дебаты Станислава Васильева и политика Максима Каца. Васильев использовал различные риторические методы, часто перебивая Каца, отклонялся от обсуждения войны на Украине, задавал вопросы об Израиле и США, и акцентировал внимание на якобы фактологических ошибках Каца.

### Уход из «Соловьёв Live»
13 ноября 2023 года Васильев объявил о своём решении покинуть «Соловьёв LIVE» из-за усталости и желания более активно работать над качеством своих документальных проектов. Он заверил своих подписчиков, что уход вызван не ссорами или скандалами, а желанием уделить больше времени собственному творчеству. Однако, несмотря на уход, он продолжает делать ежедневные новости и документальные фильмы для телеканала.

### Работа на «Радио Sputnik»
С 18 августа 2024 года Станислав ведёт авторскую передачу на «Радио Sputnik» под названием «Стас разберётся», в которой обозревает новостную повестку вместе с соведущим.

## Конфликты
В 2018 году Васильев запустил рубрику «Стас бомбит», в которой критиковал «продажный видеоблогинг» и вступил в конфликт с другим техноблогером Wylsacom. Этот конфликт привёл к скандальным обвинениям и привлечению внимания общественности.
В 2020 году, в разгар пандемии COVID-19, он вступил в конфликты с блогером Николаем Соболевым, стендап-комиком Данилой Поперечным, Моргенштерном. Васильев также снял двухчасовой разоблачительный фильм, в котором обвинил Моргенштерна в продажности, воровстве музыки и сотрудничестве с российскими властями. Спустя пару дней рэпер вышел в прямой эфир в Instagram и опровергал обвинения Васильева. Впоследствии «Ай, Как Просто!» выпустил вторую часть разоблачения Моргенштерна.
В январе 2020 года бывший менеджер Дмитрия Пучкова Сергей Иванов позвал на свой стрим Стаса Васильева. Последний заявил, что придёт туда только за 50.000 рублей, в надежде, что Иванов не заплатит. Далее блогер игнорировал Иванова. Менеджер в итоге обвинил Васильева в постоянном нарушении ПДД и заявил, что тот лжёт своим подписчикам, на что в паблике Станислава стали появляться мемы о сношении Сергея с лошадьми.
В июне 2020 года оппозиционный блогер Алексей Навальный оставил комментарий под видео Стаса «Яндекс пробивает дно», в котором назвал его «тупым лживым треплом».
8 января 2021 года на своём YouTube-канале Станислав Васильев заявил, что его преследует известный в узких кругах продюсер Иванов, он устраивает набеги на его дом и место работы, подсылает людей и всячески ему угрожает. В ролике также были выдвинуты обвинения против Василия Кошечкина, помощника депутата Государственной думы от ЛДПР Василия Власова. Васильев заявил, что Кошечкин ранее уже использовал свои связи в ЛДПР для травли Егора Просвирнина и теперь нацелен на него.
14 января 2021 года на канале Штаба Навального вышел видеоролик, в котором было заявлено, что на телефоне Любови Соболь ФСБ установило устройство для прослушивания. Через пару дней Васильев выпустил спорное разоблачение на этот ролик, в котором заявлял, что «жучок» не может передавать или записывать данные и что в целом «для прослушки никакие жучки не нужны». На следующий день блогер выпустил ролик-опровержение и признал свои ошибки.
В ноябре 2022 года блогера Александра Штефанова стали проверять на реабилитацию нацизма. Штефанов считает доносчиком Стаса «Ай, Как Просто!». В свою очередь, в середине 2023 года Васильев заявил, что в отношении него по заявлению Штефанова проводится проверка по делу об оправдании терроризма, позднее сам Штефанов признал, что подал к Васильеву иск о защите чести и достоинства, и у них, по словам Штефанова, «идёт суд».
В апреле 2023 года Васильев договорился об интервью с топ-менеджером «Яндекса» Андреем Себрантом. После первого вопроса «почему сотрудники „Яндекса“ не любят Россию» Себрант покинул студию. По версии топ-менеджера, Васильев нарушил договорённость вести разговор о технологиях, а не о политике. Блогер утверждал, что перед интервью договорился с Себрантом о том, что запретных тем нет.

### Дело Хованского
16 февраля 2021 года на канале блогера Юрия Хованского вышел видеоролик, в котором он обвинял Стаса Васильева в преследовании и травле. 17 февраля Васильев в своём Telegram-канале заявил, что, поскольку Хованский клевещет, он выпустит про него разбор. 21 февраля Васильев заявил, что Хованский через свои связи в ЛДПР пытается завести на него уголовное дело и посадить его. Также в своём разоблачении Васильев вставил фрагменты песни Хованского. Позже этот же фрагмент выложил у себя в Telegram-канале создатель экстремистского движения «Мужское государство» Владислав Поздняков, призвав подписчиков жаловаться в МВД на оправдание терроризма в песне Хованского. 23 февраля, спустя два дня после стрима Стаса «Ай, Как Просто!», Хованский заявил, что ему стыдно за эту песню. Это стало поводом для возбуждения уголовного дела по статье 205.2 УК РФ.
6 марта Хованский выпустил дисс на Васильева. Позже за песню, вставленную в ролик Васильева, Хованского задержали, посадили в СИЗО и судили. Блогерское сообщество обвинило в этом Стаса Васильева. Вскоре после ареста Хованского Стас написал, что не делал против него никаких заявлений и не считает себя причастным к возбуждению дела. По словам блогера, он не писал заявление на Хованского.

## Награды
- II Национальная премия интернет-контента за фильм «Донбасский дневник. Как я побывал на войне» в номинации «Дебют года» (2023)[31].